# Патріша Ворд Гейлс
Патріша Ворд Гейлс (англ. Patricia Ward Hales; 27 лютого 1929 — 22 червня 1985) — колишня британська тенісистка.
Найвищу одиночну позицію світового рейтингу — 8 місце досягла 1956 року.
Найвищим досягненням на турнірах Великого шолома були фінали в одиночному та парному розрядах.

## Фінали турнірів Великого шолома

### Одиночний розряд (1 поразка)
| Результат | Рік  | Турнір             | Покриття | Суперниця  | Рахунок  |
| --------- | ---- | ------------------ | -------- | ---------- | -------- |
| Поразка   | 1955 | U.S. Championships | Трава    | Доріс Гарт | 4–6, 2–6 |

### Парний розряд (3 поразки)
| Результат | Рік  | Турнір                               | Покриття | Партнерка    | Суперниці                        | Рахунок         |
| --------- | ---- | ------------------------------------ | -------- | ------------ | -------------------------------- | --------------- |
| Поразка   | 1955 | Відкритий чемпіонат Франції з тенісу | Ґрунт    | Ширлі Блумер | Беверлі Бейкер-Фляйц Дарлін Гард | 5–7, 8–6, 11–13 |
| Поразка   | 1955 | Вімблдонський турнір                 | Трава    | Ширлі Блумер | Анджела Мортімер Енн Шилкок      | 5–7, 1–6        |
| Поразка   | 1960 | Чемпіонат Франції                    | Ґрунт    | Енн Джонс    | Марія Буено Дарлін Гард          | 2–6, 5–7        |

## Часова шкала турнірів Великого шлему в одиночному розряді
| W | Ф | ПФ | ЧФ | #Р | КТ | К# | DNQ | A | NH |

| Турнір                                 | 1949  | 1950  | 1951  | 1952  | 1953  | 1954  | 1955  | 1956  | 1957  | 1958  | 1959  | 1960  | 1961  | Career SR |
| -------------------------------------- | ----- | ----- | ----- | ----- | ----- | ----- | ----- | ----- | ----- | ----- | ----- | ----- | ----- | --------- |
| Відкритий чемпіонат Австралії з тенісу |       |       |       |       |       |       |       |       |       |       |       |       |       | 0 / 0     |
| Відкритий чемпіонат Франції з тенісу   |       |       |       | 2р    |       |       | 3р    |       |       | 3р    | 3р    | 2р    |       | 0 / 5     |
| Вімблдонський турнір                   | 1р    | 2р    | 2р    | 3р    | 3р    | 4р    | 2р    | ПФ    | 1р    | 4р    | 3р    | 2р    | 2р    | 0 / 13    |
| Відкритий чемпіонат США з тенісу       |       |       | 3р    |       |       |       | Ф     |       |       |       |       |       |       | 0 / 2     |
| SR                                     | 0 / 1 | 0 / 1 | 0 / 2 | 0 / 2 | 0 / 1 | 0 / 1 | 0 / 3 | 0 / 1 | 0 / 1 | 0 / 2 | 0 / 2 | 0 / 2 | 0 / 1 | 0 / 20    |